# Vier-kwadratenstelling van Lagrange
De vier-kwadratenstelling van Lagrange, ook bekend als het vermoeden van Bachet, werd in 1770 bewezen door Joseph-Louis Lagrange. Een eerder bewijs door Fermat werd nooit gepubliceerd.
De stelling is bekend uit de Arithmetica van Diophantus, in het Latijn vertaald door Bachet in 1621. De stelling zegt dat ieder positief geheel getal geschreven kan worden als de som van vier kwadraten van gehele getallen. Bijvoorbeeld:
{\displaystyle 3=1^{2}+1^{2}+1^{2}+0^{2}}
{\displaystyle 31=5^{2}+2^{2}+1^{2}+1^{2}}
{\displaystyle 310=17^{2}+4^{2}+2^{2}+1^{2}}
Formeler, voor elk positief geheel getal {\displaystyle n} zijn er gehele getallen {\displaystyle x_{1},x_{2},x_{3}} en {\displaystyle x_{4}} zodat
{\displaystyle n=x_{1}^{2}+x_{2}^{2}+x_{3}^{2}+x_{4}^{2}}
Adrien-Marie Legendre verbeterde de stelling in 1798 door te stellen dat een positief geheel getal kan worden geschreven als de som van drie kwadraten dan en slechts dan als het niet van de vorm {\displaystyle 4^{k}(8m+7)} is. Zijn bewijs was incompleet en liet een gat over dat later door Carl Friedrich Gauss werd gedicht.
In 1834 vond Carl Jacobi een exacte formule voor het totale aantal manieren waarop een gegeven positief geheel getal {\displaystyle n} kan worden geschreven als de som van vier kwadraten. Dat aantal is acht keer de som van de delers van {\displaystyle n} als {\displaystyle n} oneven is, en 24 keer de som van zijn oneven delers als {\displaystyle n} even is.
De vier-kwadraten-stelling van Lagrange is een speciaal geval van de veelhoeksgetalstelling van Fermat en van het probleem van Waring. Een andere generalisatie is de volgende: Gegeven de natuurlijke getallen {\displaystyle a,b,c} en {\displaystyle d}, kunnen daarbij voor elk positief geheel getal {\displaystyle n} gehele getallen {\displaystyle x_{1},x_{2},x_{3}} en {\displaystyle x_{4}} gevonden worden, zodat geldt (*):
{\displaystyle n=ax_{1}^{2}+bx_{2}^{2}+cx_{3}^{2}+dx_{4}^{2}}?
Het geval dat {\displaystyle a=b=c=d=1} wordt door de vier-kwadratenstelling van Lagrange positief beantwoord. De algemene oplossing werd gevonden door Srinivasa Aaiyangar Ramanujan. Aannemende, zonder de algemeenheid te verliezen, dat {\displaystyle a\leq b\leq c\leq d}, bewees hij dat er precies 54 mogelijke keuzes voor {\displaystyle a,b,c} en {\displaystyle d} zijn, zodat (*) oplosbaar is in {\displaystyle x_{1},x_{2},x_{3}} en {\displaystyle x_{4}} voor alle {\displaystyle n}. (Ramanujan gaf nog een 55e mogelijkheid {\displaystyle a=1,\ b=2,\ c=5,\ d=5}, maar in dit geval is er geen oplossing van (*) voor {\displaystyle n=15}.). De studie naar deze gevallen leverde uiteindelijk verdere generalisatie op naar de 15- en 290-stelling.